# Pouzay
Pouzay est une commune française du département d'Indre-et-Loire, en région Centre-Val de Loire.

## Géographie

### Localisation
Pouzay est un petit village baigné par la Vienne qui se situe à proximité de l'axe autoroutier A10 reliant Paris (279 km) au nord-est à Bordeaux (319 km) au sud—sud-ouest.
Sur cet axe, les villes les plus importantes sont Tours (43 km) au Nord-Est, Châtellerault (42 km) et Poitiers (74 km) au Sud-Sud-Ouest.

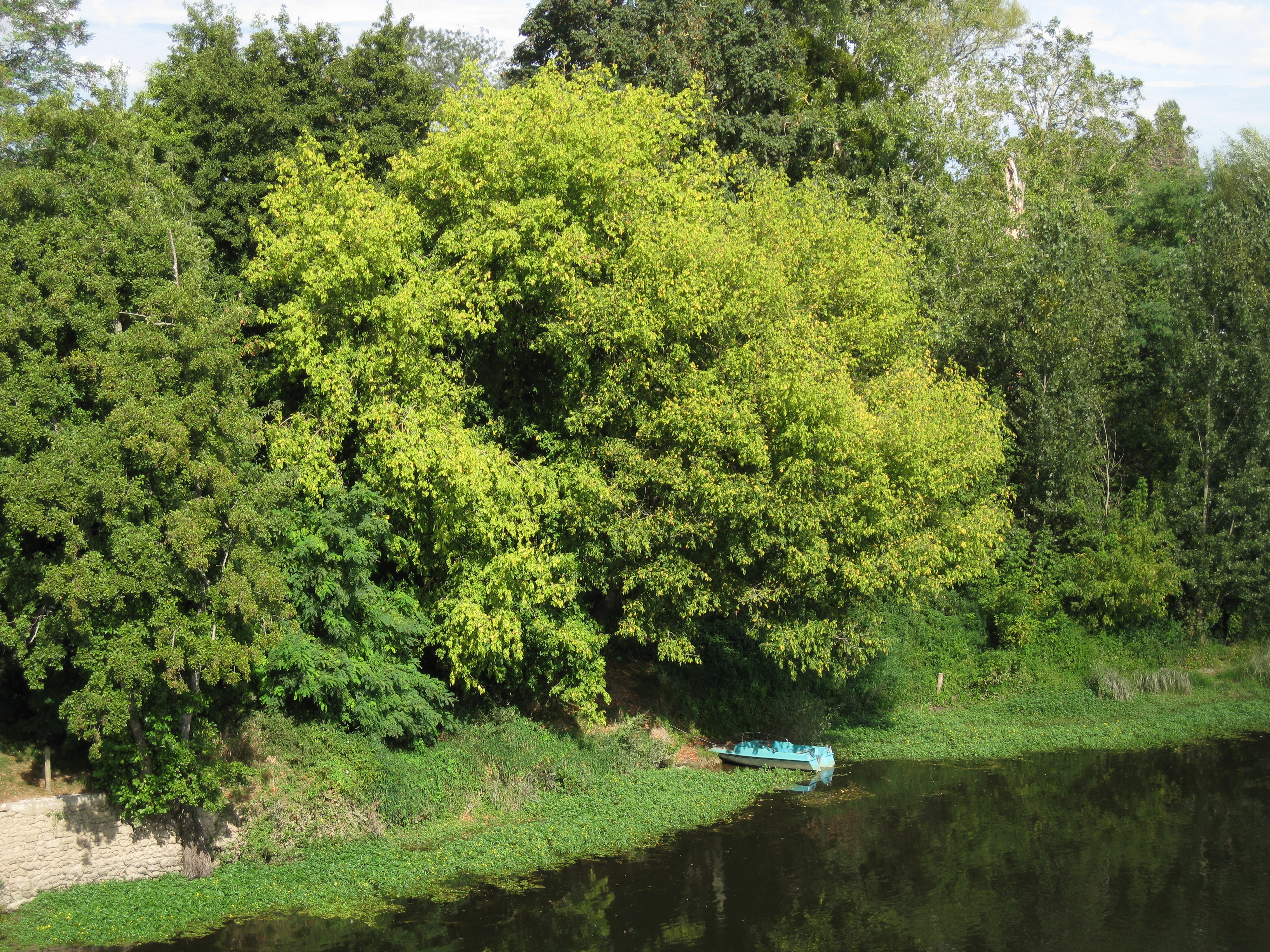
Bords de Vienne.
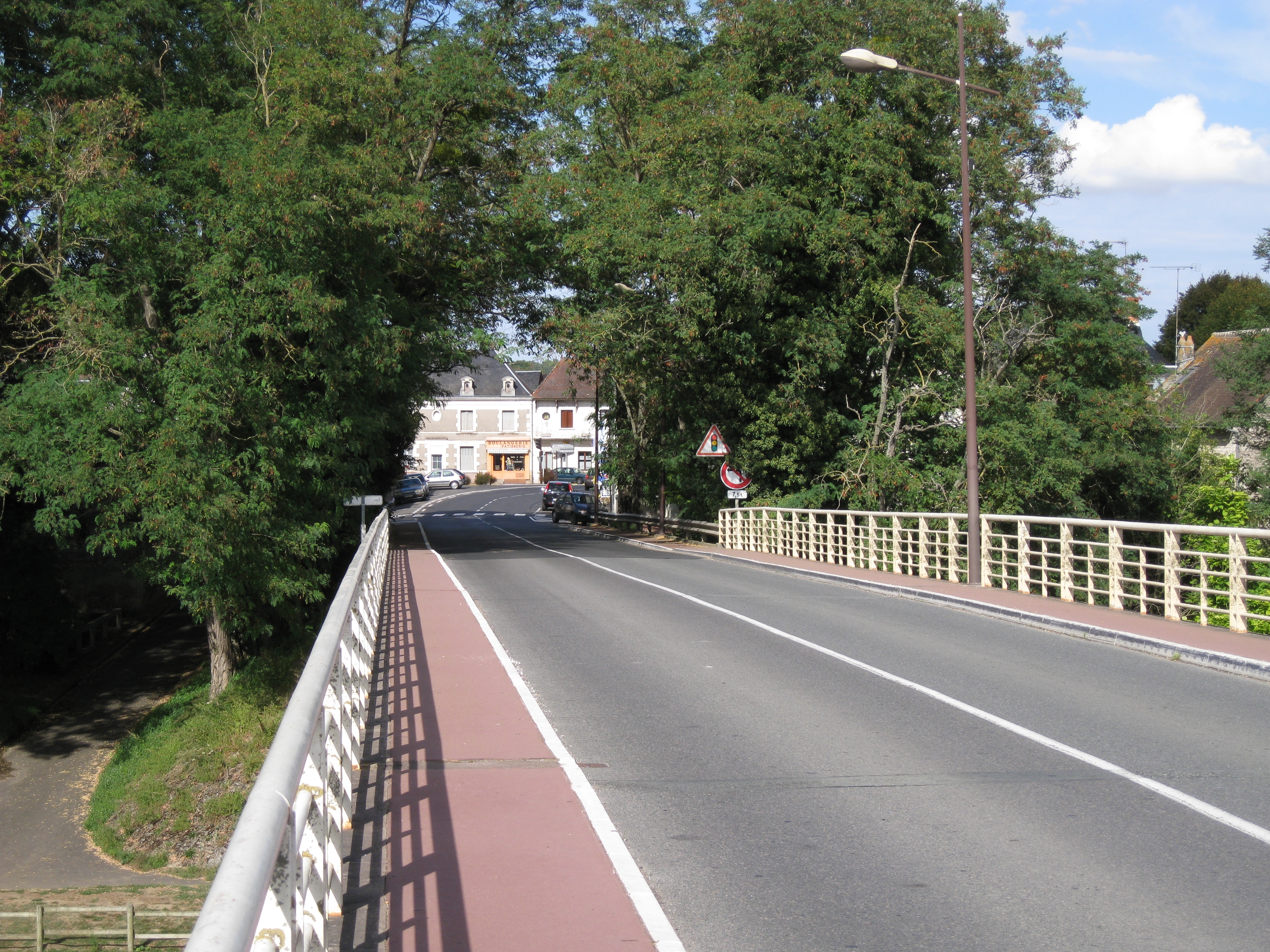
Arrivée par Rilly-sur-Vienne.
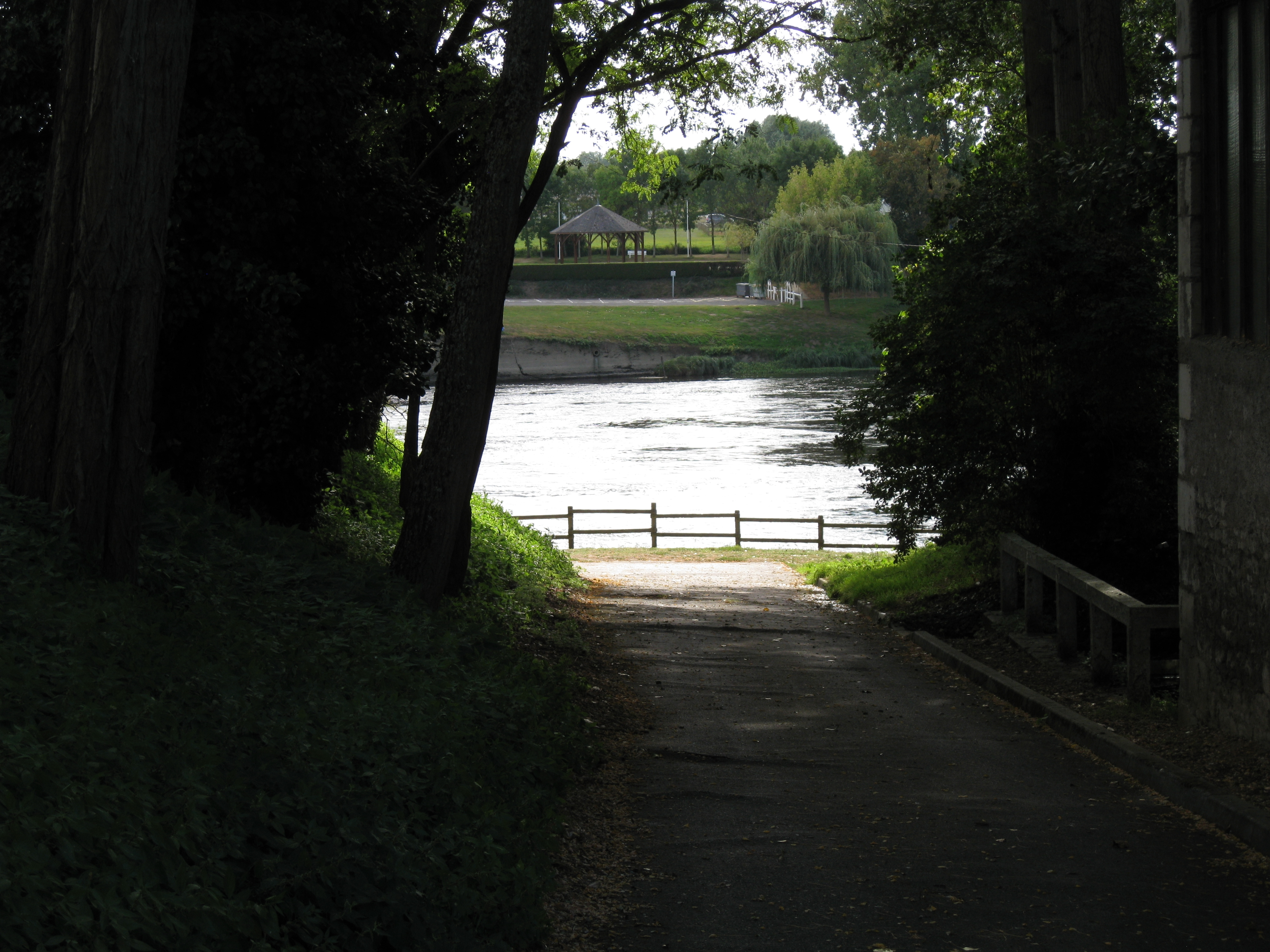
Bords de Vienne.

| Trogues             | Saint-Epain | Noyant-de-Touraine       |
| Rilly-sur-Vienne    | Pouzay      | Sainte-Maure-de-Touraine |
| Marcilly-sur-Vienne | Nouâtre     | Maillé                   |

Pouzay d'antan
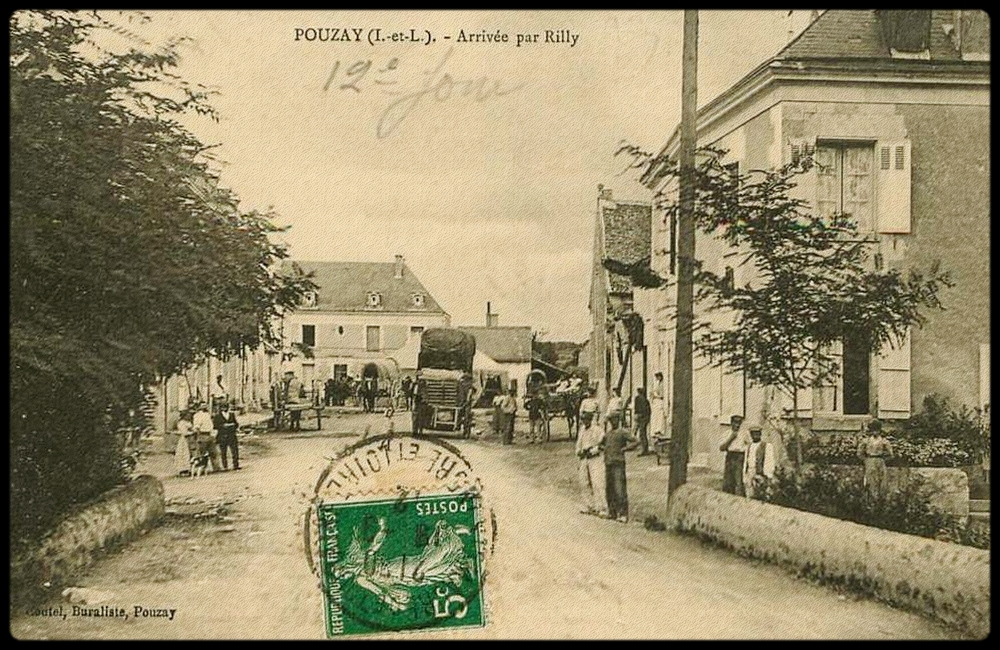
Arrivée par Rilly-sur-Vienne.
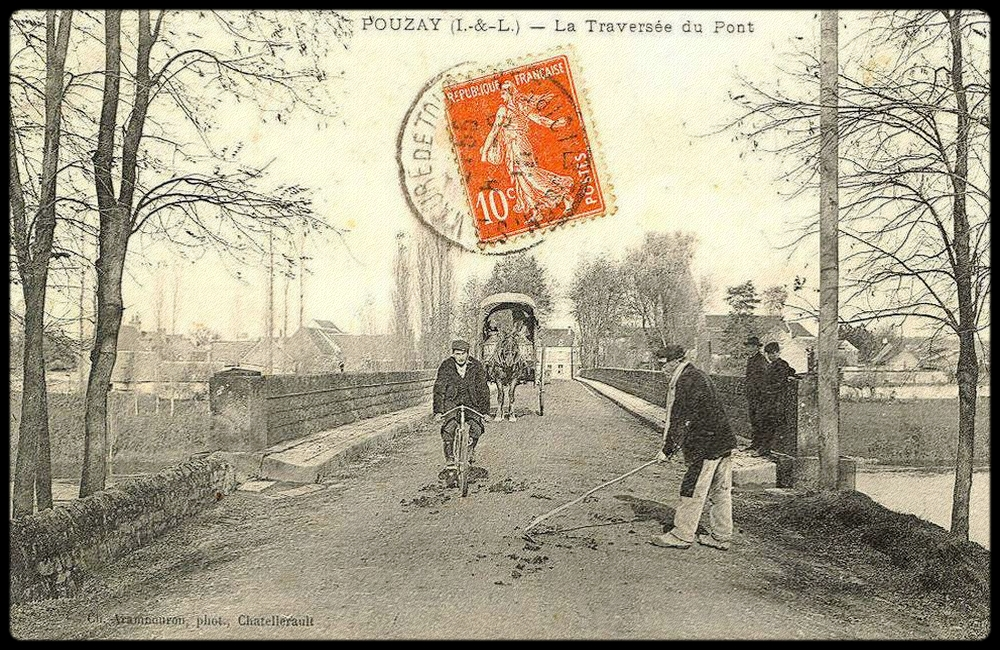
La traversée du pont.
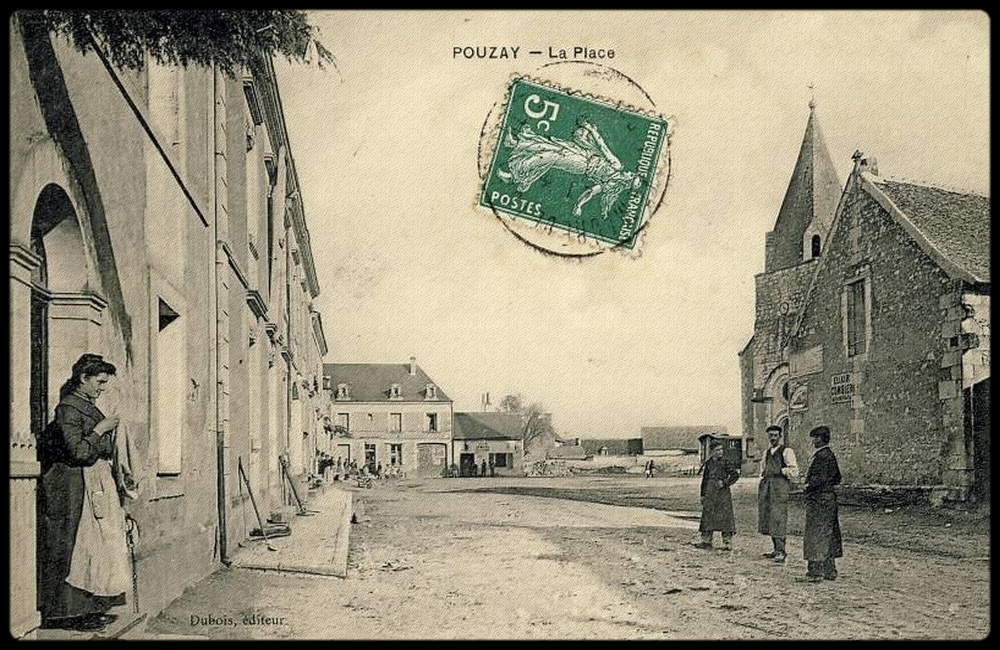
Vue sur la Place.
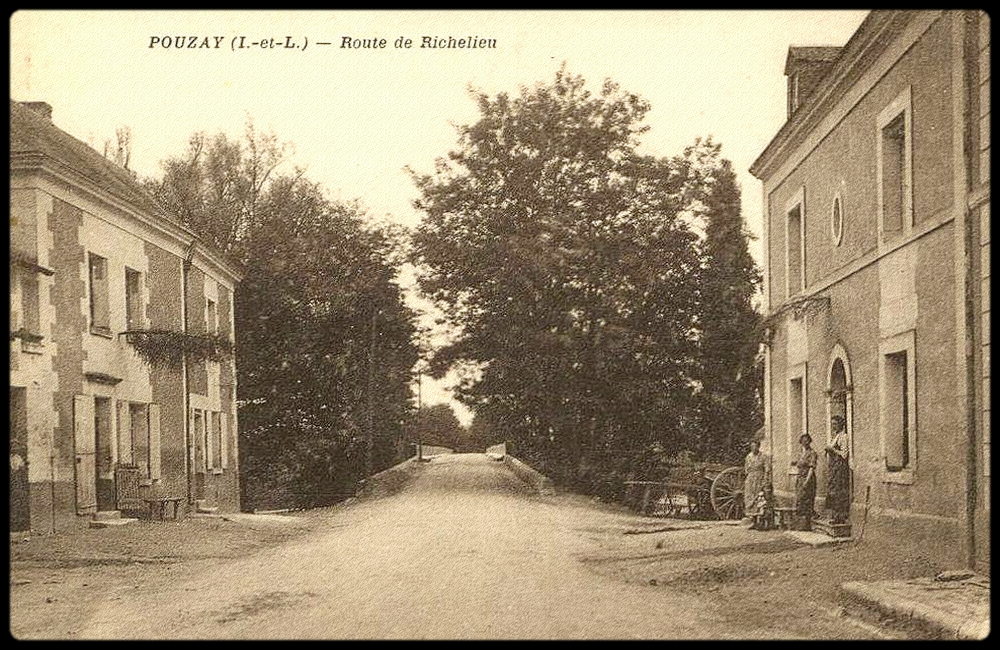
Route de Richelieu.

### Hydrographie

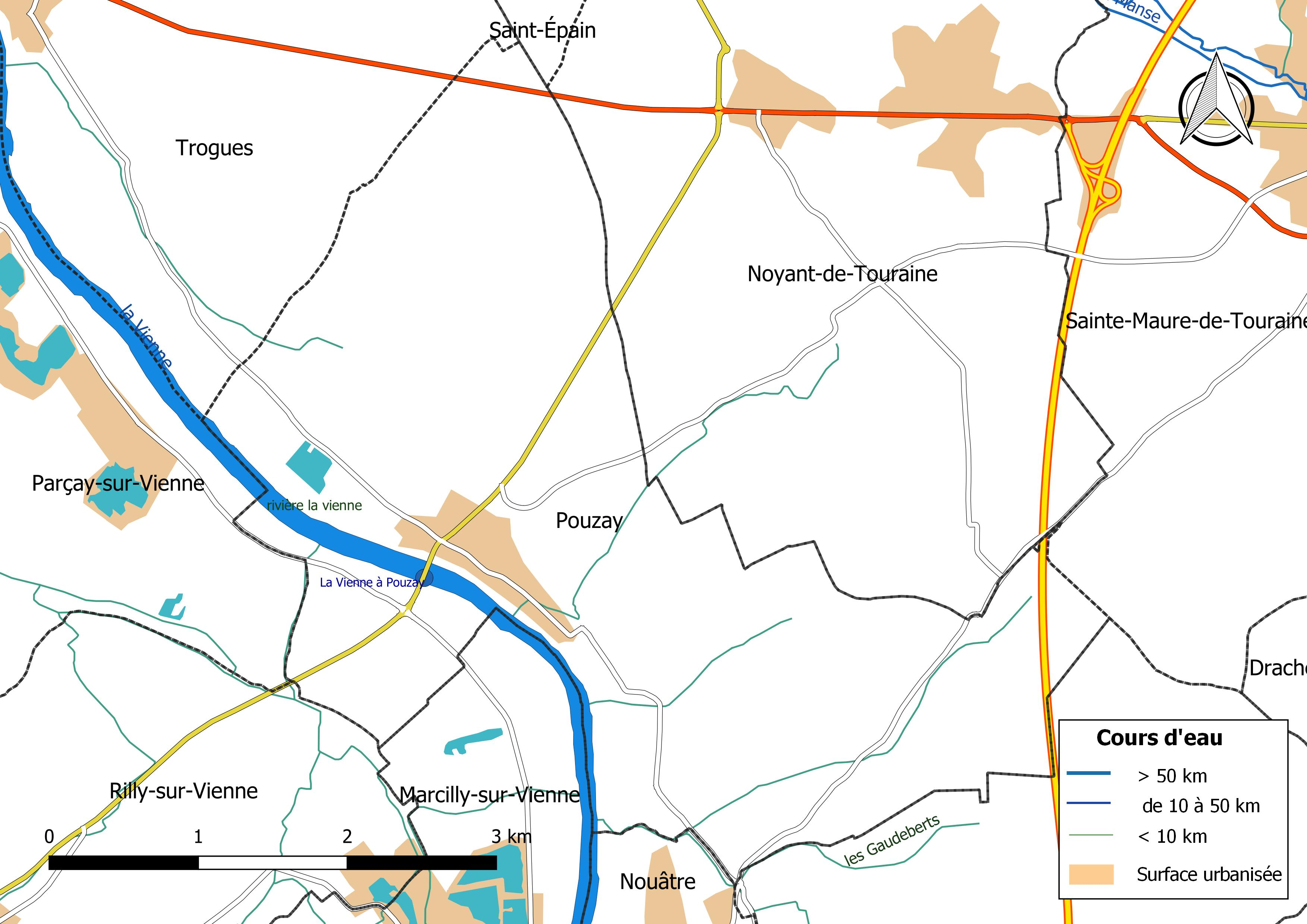
Réseau hydrographique de Pouzay.

La commune est bordée par la Vienne (2,319 km), qui constitue sa limite territoriale ouest. Le réseau hydrographique communal, d'une longueur totale de 9,77 km, comprend également six petits cours d'eau dont les Gaudeberts (0,452 km),.
La Vienne, d'une longueur totale de 363,3 km, prend sa source sur le plateau de Millevaches, dans la Creuse, à une altitude comprise entre 860 et 895 m et se jette  dans la Loire à Candes-Saint-Martin, à 30 m d'altitude, après avoir traversé 96 communes. La station de Nouâtre permet de caractériser les paramètres hydrométriques de la Vienne. Le débit mensuel moyen (calculé sur 61 ans pour cette station) varie de 60 m3/s au mois d'août  à 355 m3/s au mois de février. Le débit instantané maximal observé sur cette station est de 2 480 m3/s le 1er janvier 1962, la hauteur maximale relevée a été de 8,61 m le 8 janvier 1962,.
Sur le plan piscicole, la Vienne est classée en deuxième catégorie piscicole. Le groupe biologique dominant est constitué essentiellement de poissons blancs (cyprinidés) et de carnassiers (brochet, sandre et perche).
Une zone humide a été répertoriée sur la commune par la direction départementale des territoires (DDT) et le Conseil départemental d'Indre-et-Loire : « la vallée du Ruisseau des Trois Moulins »,.

### Climat
Pour des articles plus généraux, voir Climat du Centre-Val de Loire et Climat d'Indre-et-Loire.
En 2010, le climat de la commune est de type climat océanique dégradé des plaines du Centre et du Nord, selon une étude du CNRS s'appuyant sur une série de données couvrant la période 1971-2000. En 2020, Météo-France publie une typologie des climats de la France métropolitaine dans laquelle la commune est exposée à un climat océanique altéré et est dans la région climatique Moyenne vallée de la Loire, caractérisée par une bonne insolation (1 850 h/an) et un été peu pluvieux.
Pour la période 1971-2000, la température annuelle moyenne est de 11,6 °C, avec une amplitude thermique annuelle de 14,9 °C. Le cumul annuel moyen de précipitations est de 668 mm, avec 10,7 jours de précipitations en janvier et 6,6 jours en juillet. Pour la période 1991-2020, la température moyenne annuelle observée sur la station météorologique de Météo-France la plus proche, sur la commune de Saint-Épain à 7 km à vol d'oiseau, est de 12,3 °C et le cumul annuel moyen de précipitations est de 745,6 mm,. Pour l'avenir, les paramètres climatiques de la commune estimés pour 2050 selon différents scénarios d'émission de gaz à effet de serre sont consultables sur un site dédié publié par Météo-France en novembre 2022.

## Urbanisme

### Typologie
Au 1er janvier 2024, Pouzay est catégorisée commune rurale à habitat dispersé, selon la nouvelle grille communale de densité à sept niveaux définie par l'Insee en 2022.
Elle est située hors unité urbaine. Par ailleurs la commune fait partie de l'aire d'attraction de Tours, dont elle est une commune de la couronne,. Cette aire, qui regroupe 162 communes, est catégorisée dans les aires de 200 000 à moins de 700 000 habitants,.

### Occupation des sols
L'occupation des sols de la commune, telle qu'elle ressort de la base de données européenne d’occupation biophysique des sols Corine Land Cover (CLC), est marquée par l'importance des territoires agricoles (89,6 % en 2018), une proportion identique à celle de 1990 (89,6 %). La répartition détaillée en 2018 est la suivante : 
terres arables (81,8 %), eaux continentales (3,8 %), forêts (3,6 %), zones agricoles hétérogènes (3,2 %), zones urbanisées (3 %), prairies (2,8 %), cultures permanentes (1,9 %). L'évolution de l’occupation des sols de la commune et de ses infrastructures peut être observée sur les différentes représentations cartographiques du territoire : la carte de Cassini (XVIIIe siècle), la carte d'état-major (1820-1866) et les cartes ou photos aériennes de l'IGN pour la période actuelle (1950 à aujourd'hui).

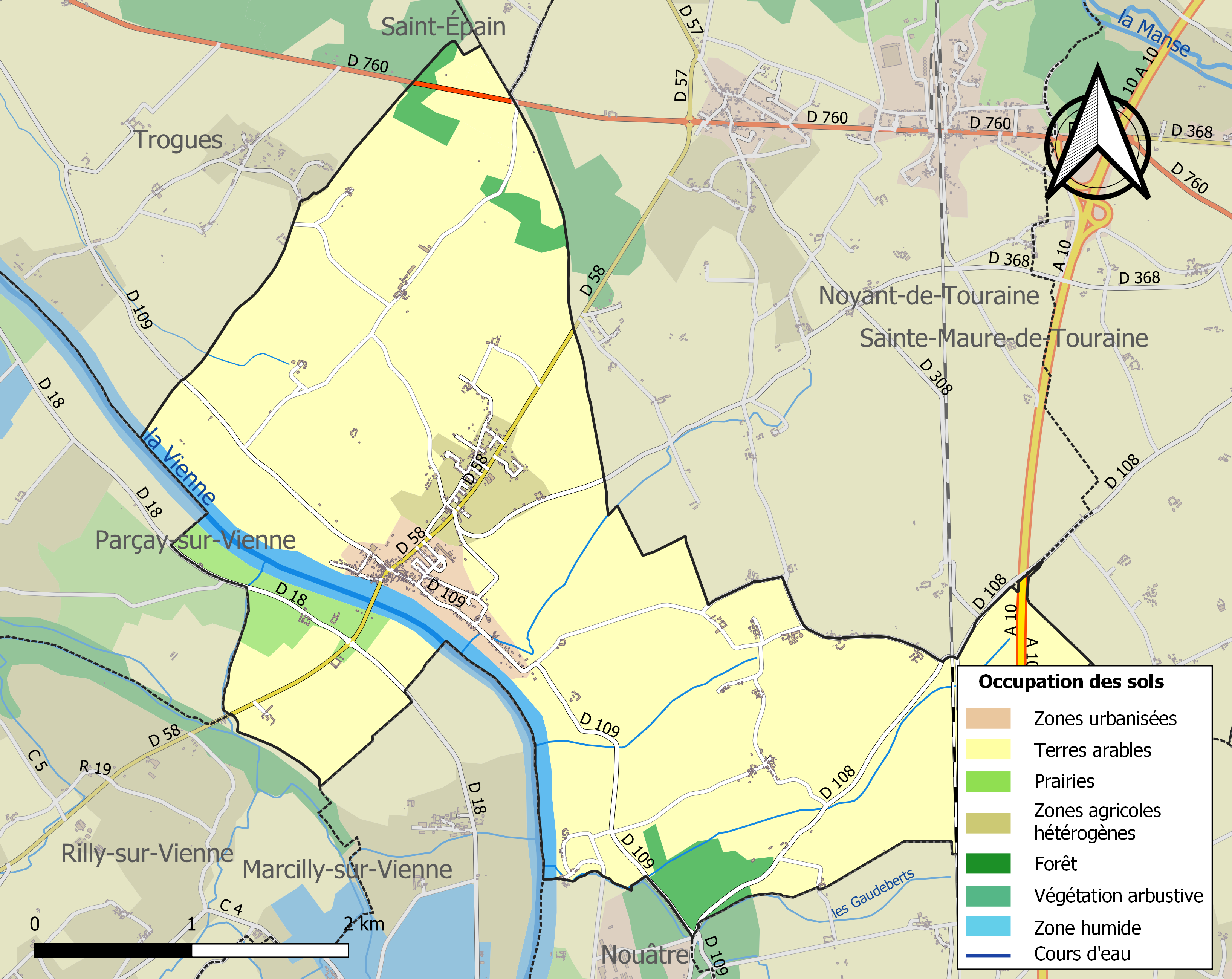
Carte des infrastructures et de l'occupation des sols de la commune en 2018 (CLC).

### Risques majeurs
Le territoire de la commune de Pouzay est vulnérable à différents aléas naturels : météorologiques (tempête, orage, neige, grand froid, canicule ou sécheresse), inondations et séisme (sismicité faible). Un site publié par le BRGM permet d'évaluer simplement et rapidement les risques d'un bien localisé soit par son adresse soit par le numéro de sa parcelle.
Certaines parties du territoire communal sont susceptibles d’être affectées par le risque d’inondation par débordement de cours d'eau, notamment la Vienne. La commune a été reconnue en état de catastrophe naturelle au titre des dommages causés par les inondations et coulées de boue survenues en 1982, 1999 et 2003,.

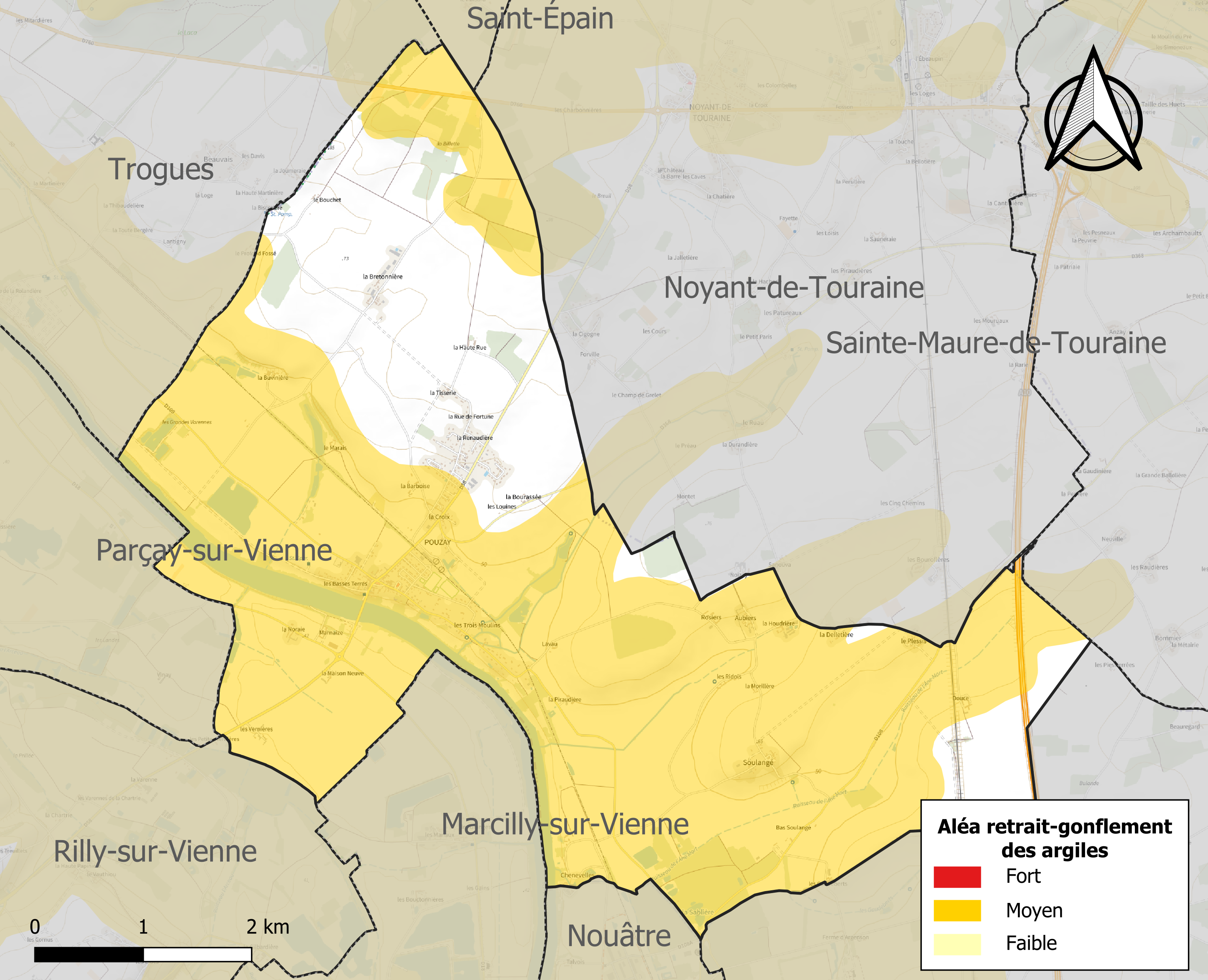
Carte des zones d'aléa retrait-gonflement des sols argileux de Pouzay.

Le retrait-gonflement des sols argileux est susceptible d'engendrer des dommages importants aux bâtiments en cas d’alternance de périodes de sécheresse et de pluie. 74,3 % de la superficie communale est en aléa moyen ou fort (90,2 % au niveau départemental et 48,5 % au niveau national). Sur les 459 bâtiments dénombrés sur la commune en 2019, 346 sont en aléa moyen ou fort, soit 75 %, à comparer aux 91 % au niveau départemental et 54 % au niveau national. Une cartographie de l'exposition du territoire national au retrait gonflement des sols argileux est disponible sur le site du BRGM,.
Concernant les mouvements de terrains, la commune a été reconnue en état de catastrophe naturelle au titre des dommages causés par des mouvements de terrain en 1999.

## Toponymie

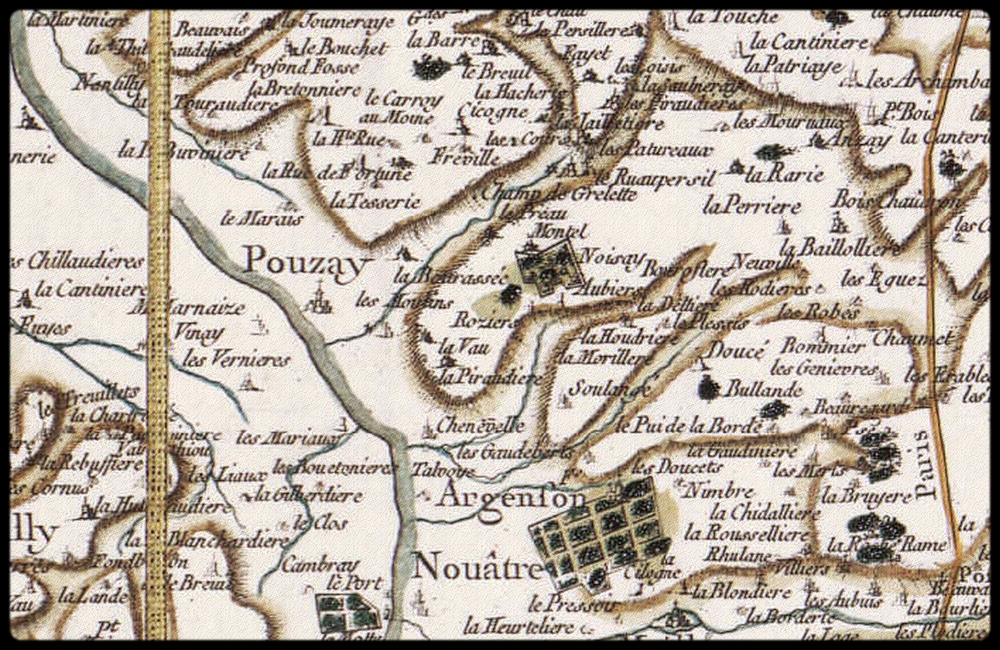
Carte de Cassini, seconde moitié du XVIIIe siècle.

Pouzay — Pouziacus au XIIe siècle (Archives d'Indre-et-Loire, G, 326-335) serait d'origine celtique.
On[Qui ?] donne à croire que  Pouzay signifierait le lieu de la fontaine ou la fosse.
À titre indicatif, nous remarquons sur le plan cadastral relevé en 1857 qu'il existe, entre autres, un ruisseau affluent du Ruau qui s'appelle Les Fontaines Blanches et un ancien fief relevant de Dorée (commune de Parçay-sur-Vienne) et lieu-dit important le Profond Fossé (commune de Trogues) sur lequel est érigé le plus ancien manoir du canton.

## Histoire
Sadi Carnot, président de la République française décréta la dissolution du conseil municipal de Pouzay le 10 avril 1890 afin de « mettre fin à un état de choses, qui est de nature à compromettre gravement les intérêts de la commune ». Le conseil municipal avait systématiquement refusé, depuis la session de mai 1889, de délibérer sur les affaires intéressant la commune, notamment sur les projets de budgets primitif de 1890 et additionnel de 1889.

## Politique et administration

### Tendances politiques et résultats
| Scrutin             | Scrutin             | 1er tour | 1er tour | 1er tour | 1er tour | 1er tour | 1er tour | 1er tour | 1er tour | 1er tour | 1er tour | 1er tour | 1er tour | 2d tour | 2d tour | 2d tour | 2d tour | 2d tour  | 2d tour |
| Scrutin             | Scrutin             | 1er      | 1er      | %        | 2e       | 2e       | %        | 3e       | 3e       | %        | 4e       | 4e       | %        | 1er     | 1er     | %       | 2e      | 2e       | %       |
| ------------------- | ------------------- | -------- | -------- | -------- | -------- | -------- | -------- | -------- | -------- | -------- | -------- | -------- | -------- | ------- | ------- | ------- | ------- | -------- | ------- |
| Présidentielle 2017 | Présidentielle 2017 |          | FN       | 27,73    |          | LR       | 24,37    |          | EM       | 17,23    |          | LFI      | 15,13    |         | EM      | 52,91   |         | FN       | 47,09   |
| Présidentielle 2022 | Présidentielle 2022 |          | RN       | 36,44    |          | LREM     | 28,78    |          | LFI      | 11,39    |          | LR       | 5,80     |         | RN      | 53,85   |         | LREM     | 46,15   |
| Législatives 2022   | 4e                  |          | RE-Ens   | 32,53    |          | RN       | 32,53    |          | PS-Nupes | 16,96    |          | LR       | 9,69     |         | RE-Ens  | 55,34   |         | PS-Nupes | 44,66   |
| Législatives 2024   | 4e                  |          | RN       | 44,28    |          | RE-Ens   | 28,47    |          | PS-NFP   | 15,57    |          | LR       | 10,22    |         | RN      | 58,06   |         | PS-NFP   | 41,94   |

### Administration municipale

Pouzay d'antan
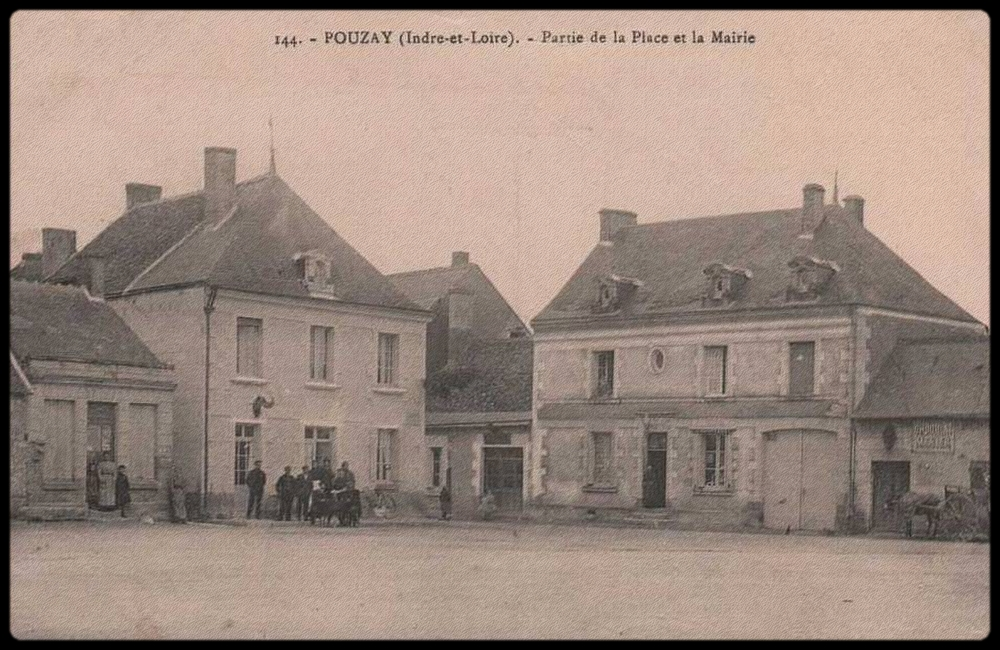
Partie de la place et de la mairie.
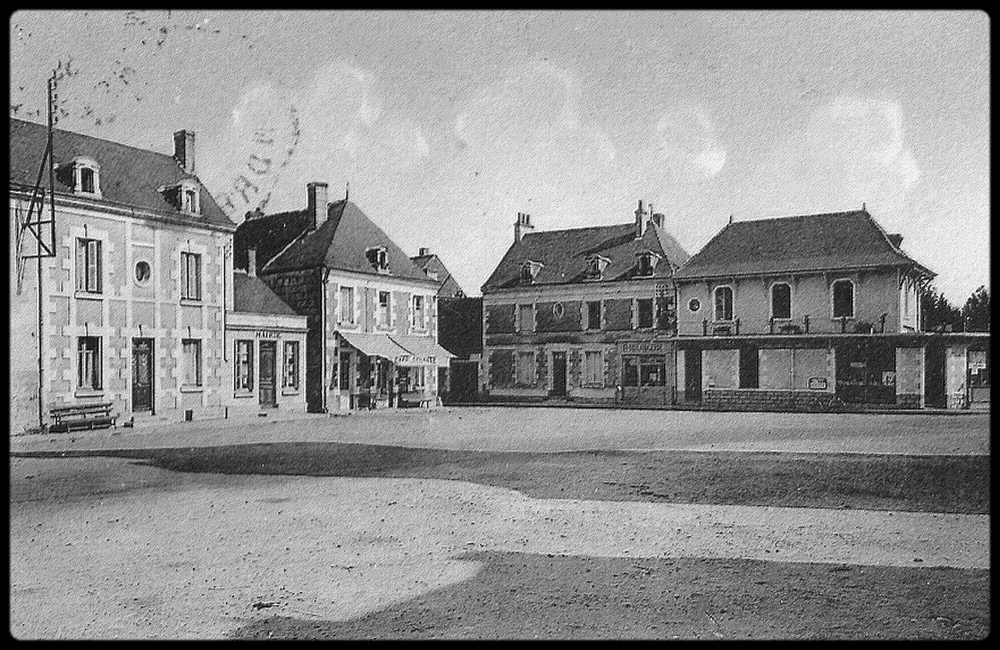
L'ancienne mairie.

### Jumelage
La commune n'a établi aucun jumelage.

### Intercommunalité
La commune fait partie de la communauté de communes de Touraine Val de Vienne.
Créée le 1er janvier 2017, cette structure intercommunale regroupe quarante communes issues de la fusion des anciennes intercommunalités du Bouchardais, du Pays de Richelieu et de Sainte-Maure-de-Touraine, à l'exception des communes de Sainte-Catherine-de-Fierbois et Villeperdue qui ont été rattachées à la communauté de communes Touraine Vallée de l'Indre.

Son siège se situe 14 route de Chinon à 37220 Panzoult.

### Instances judiciaires
Il n'y a pas d'administrations judiciaires à Pouzay.

Toutes les juridictions sont regroupées à Tours, à l'exception de la Cour administrative d'appel qui se situe à Nantes (Loire-Atlantique), la Cour d'appel et le Tribunal administratif qui se situent à Orléans (Loiret).

## Population et société

### Vie locale
Une fête ancestrale se déroule chaque année au 15 août : la foire aux melons et aux canards.
Cette manifestation très populaire en Indre-et-Loire est clôturée en soirée par un grand spectacle pyrotechnique tiré en bord de Vienne.

### Évolution démographique
L'évolution du nombre d'habitants est connue à travers les recensements de la population effectués dans la commune depuis 1793. Pour les communes de moins de 10 000 habitants, une enquête de recensement portant sur toute la population est réalisée tous les cinq ans, les populations de référence des années intermédiaires étant quant à elles estimées par interpolation ou extrapolation. Pour la commune, le premier recensement exhaustif entrant dans le cadre du nouveau dispositif a été réalisé en 2008.

En 2022, la commune comptait 881 habitants, en évolution de +1,85 % par rapport à 2016 (Indre-et-Loire : +1,67 %, France hors Mayotte : +2,11 %).
| 1793 | 1800 | 1806 | 1821 | 1831 | 1836 | 1841 | 1846 | 1851 |
| ---- | ---- | ---- | ---- | ---- | ---- | ---- | ---- | ---- |
| 390  | 408  | 408  | 463  | 502  | 434  | 450  | 437  | 460  |

| 1856 | 1861 | 1866 | 1872 | 1876 | 1881 | 1886 | 1891 | 1896 |
| ---- | ---- | ---- | ---- | ---- | ---- | ---- | ---- | ---- |
| 452  | 493  | 476  | 470  | 498  | 530  | 565  | 558  | 520  |

| 1901 | 1906 | 1911 | 1921 | 1926 | 1931 | 1936 | 1946 | 1954 |
| ---- | ---- | ---- | ---- | ---- | ---- | ---- | ---- | ---- |
| 528  | 542  | 556  | 487  | 538  | 538  | 498  | 558  | 676  |

| 1962 | 1968 | 1975 | 1982 | 1990 | 1999 | 2006 | 2008 | 2013 |
| ---- | ---- | ---- | ---- | ---- | ---- | ---- | ---- | ---- |
| 732  | 759  | 696  | 736  | 696  | 755  | 788  | 797  | 835  |

| 2018 | 2022 | - | - | - | - | - | - | - |
| ---- | ---- | - | - | - | - | - | - | - |
| 892  | 881  | - | - | - | - | - | - | - |

### Enseignement et culture
L'école primaire publique est rattachée à l'Académie d'Orléans-Tours (Zone B).

Cet établissement est composé d'une école maternelle et élémentaire.

### Politique environnementale
Depuis 2003, la compétence en matière de gestion et traitement des déchets ménagers et assimilés, auparavant communale, a été transférée à la communauté de communes puis déléguée au SMICTOM (Syndicat Mixte pour la Collecte et le Traitement des Ordures Ménagères) du Chinonais.

## Culture locale et patrimoine

### Lieux et monuments

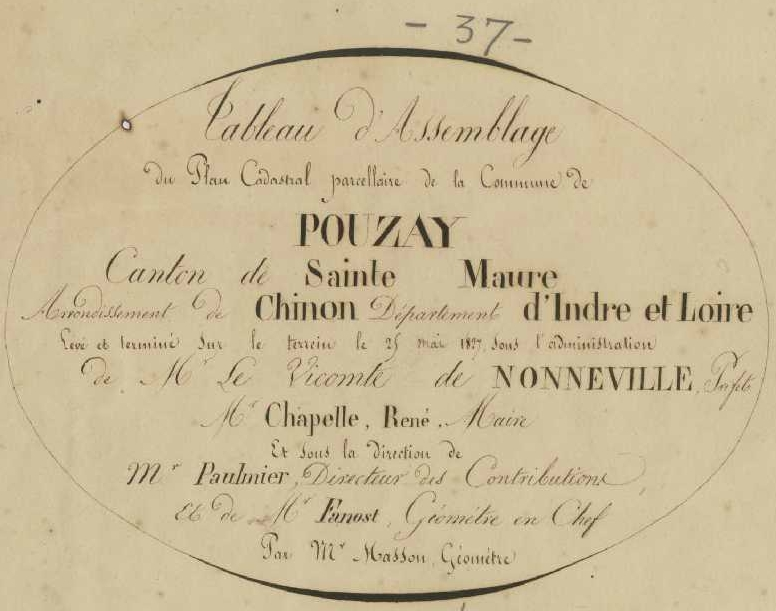
Légende du plan cadastral de Pouzay réalisé le 25 mai 1827 sous la mandature de monsieur René Chapelle.

D'après les plans cadastraux anciens dits "napoléoniens" levés de 1807 à 1838 :
- Section A - BRETONNIERE (LA) :

Barboise (La),, Biscotière (La), Bouchet (Le), Bretonnière (La), Buvinière (La), Haute rue (La), Marais (Le), Renaudière (La), Rue de Fortune (la), Thomassaye, Tisserie (la), Touraudière (la).
- Section B - LE BOURG (LE) :

Aubiers, Bourassée (La), Chenevelles, Croix (La), Lavau, Moulins (Les), Piraudière (La), Pouzay, Rosiers.
- Section C - SOULANGÉ :

Delletière (La), Douce, Gaudeberts (Les), Houdrière (La), Morillière (La), Plessis (Le), Ridois (Les), Soulangé
- Section D - MARNAIZE :

Marnaize, Noraie (La), Vernières (Les)

#### L'église

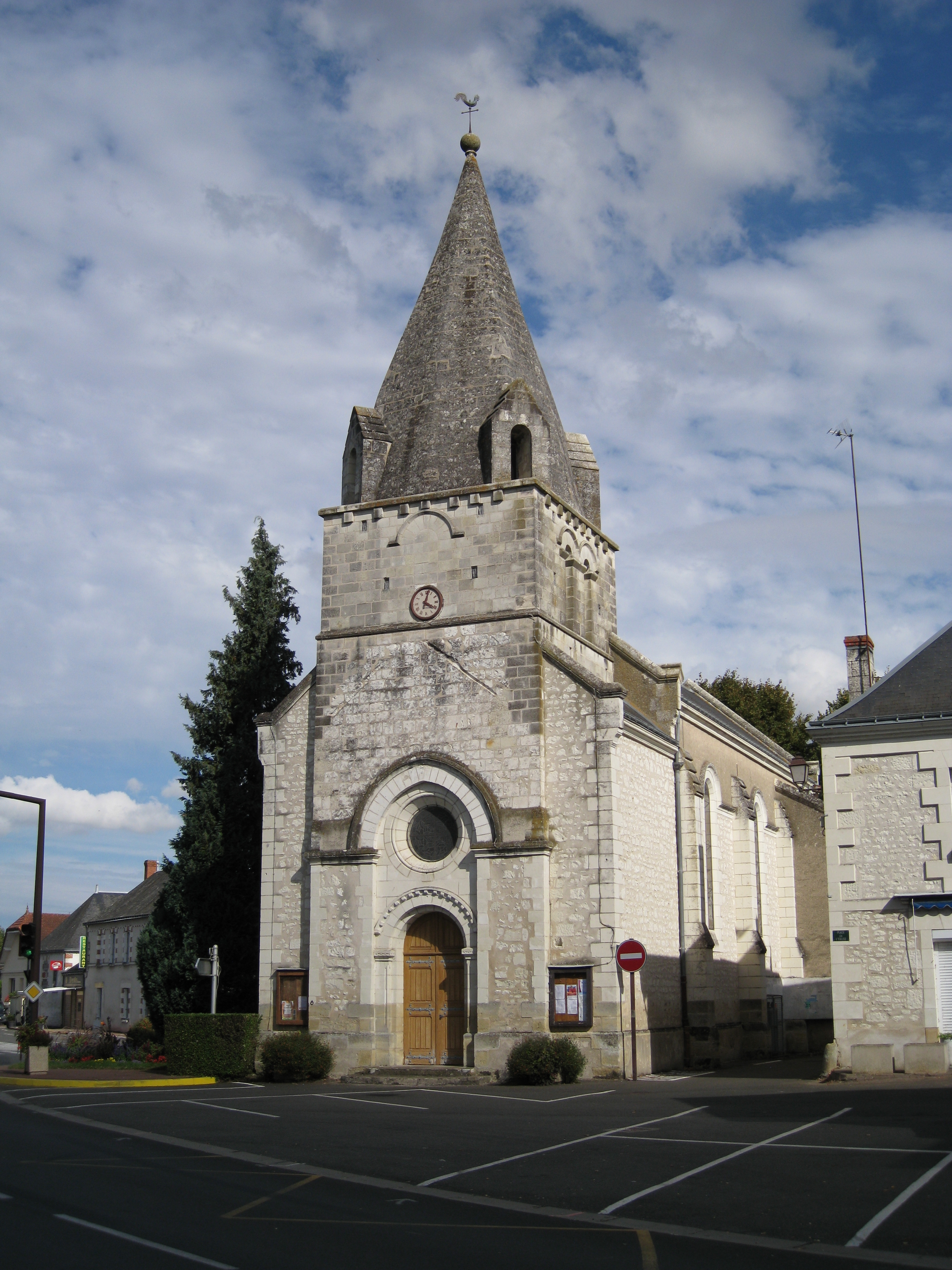
Église Notre-Dame de Pouzay.

L'édifice entier a été bâti au XIIe siècle, mais le chœur et l'abside ont été reconstruits postérieurement.
L'église Notre-Dame a été reconstruite en 1869 (nef) selon les plans de l'architecte Étienne Charles-Gustave Guérin dit "Gustave" (1814-1881). Par contre, son clocher carré date du XIIe siècle et il est surmonté d'une flèche hexagonale en pierre du XVe siècle.

Ce clocher appartient à la paroisse Saint-Maurice.

Pouzay d'antan
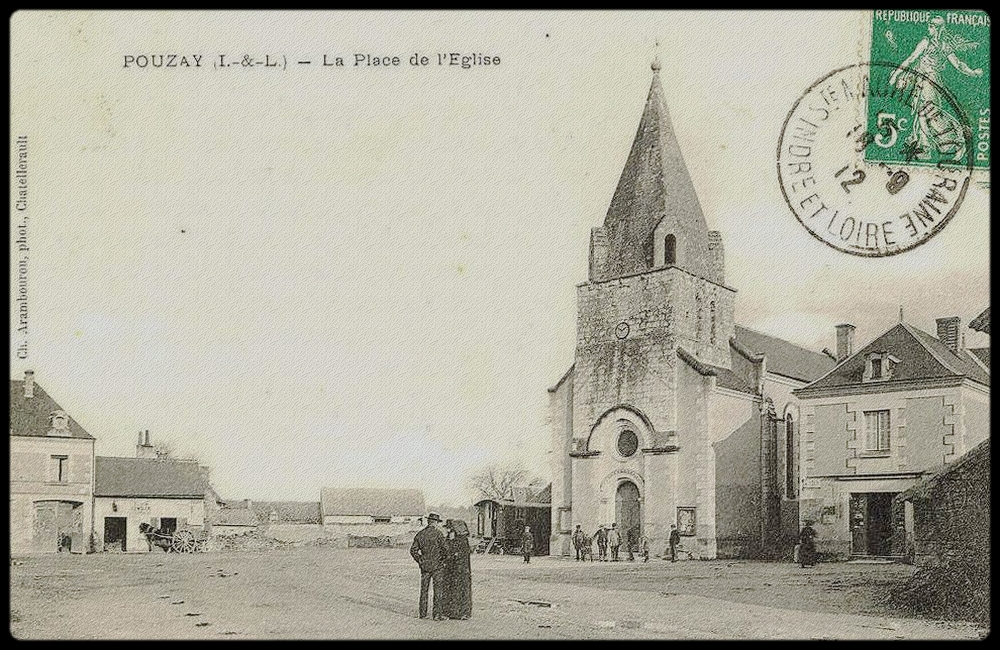
La place de l'Église.
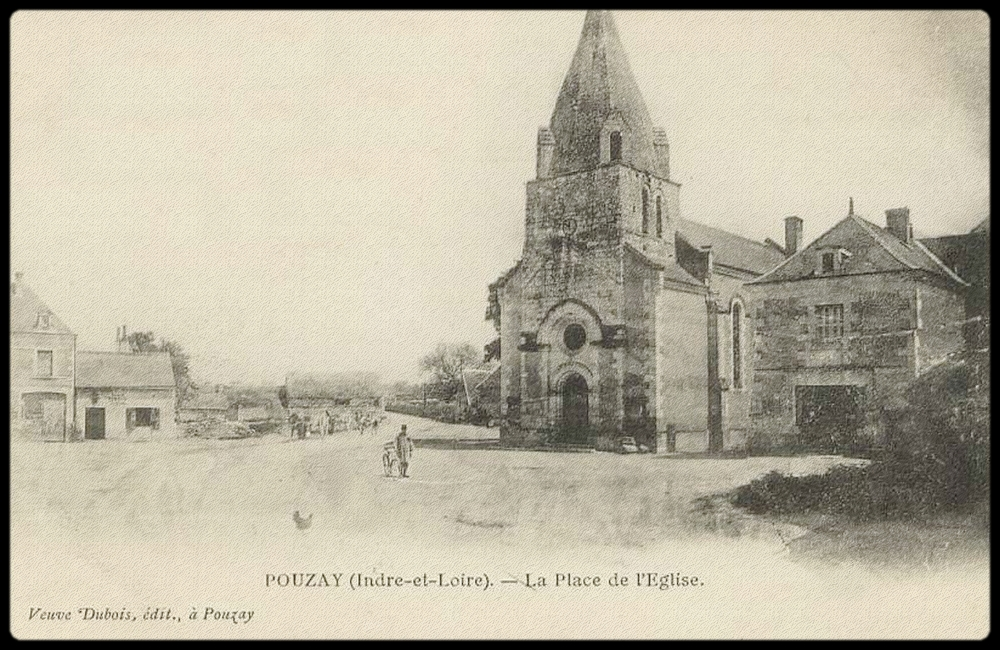
La place de l'Église.
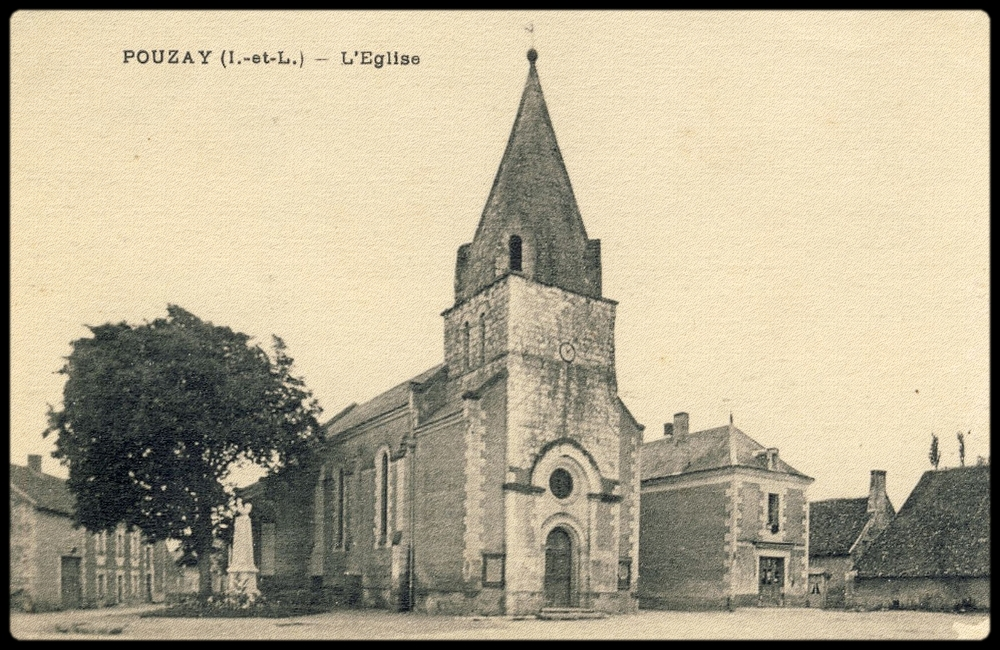
L'église.
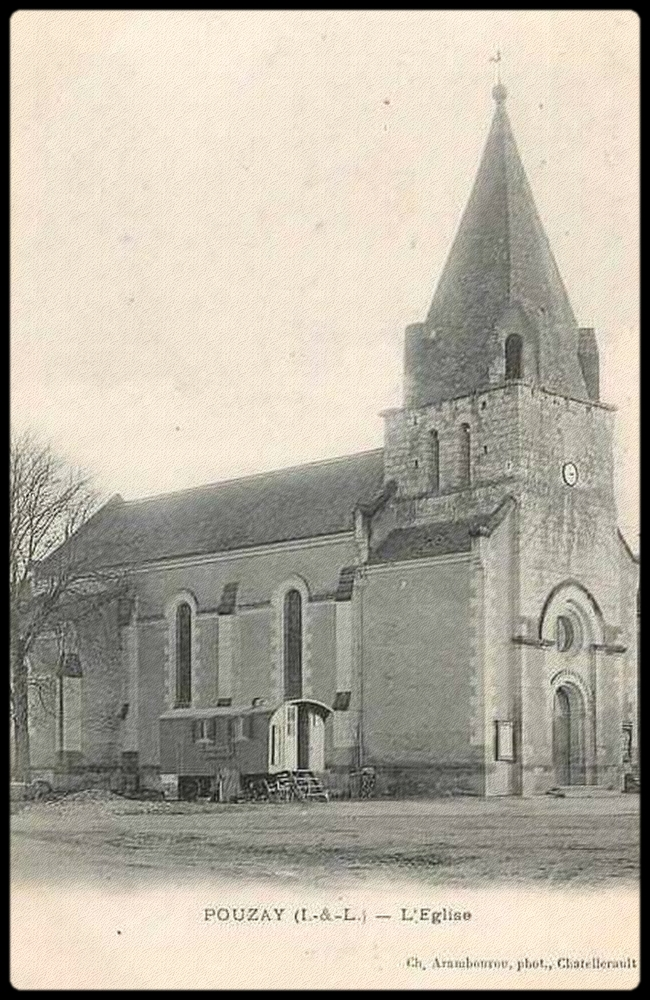
L'église.
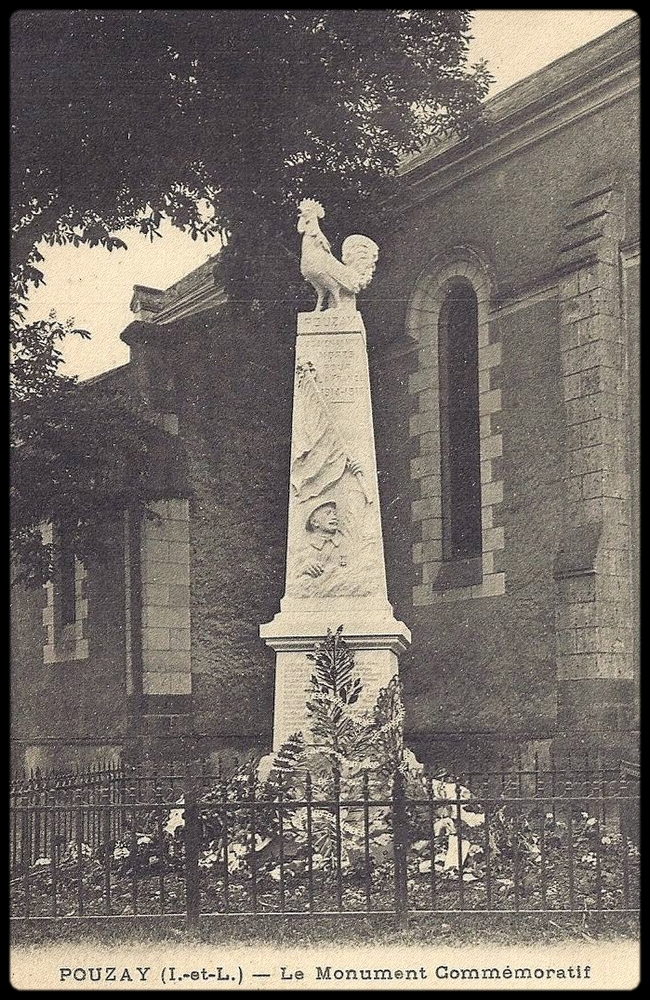
Le monument.

#### Le monument commémoratif

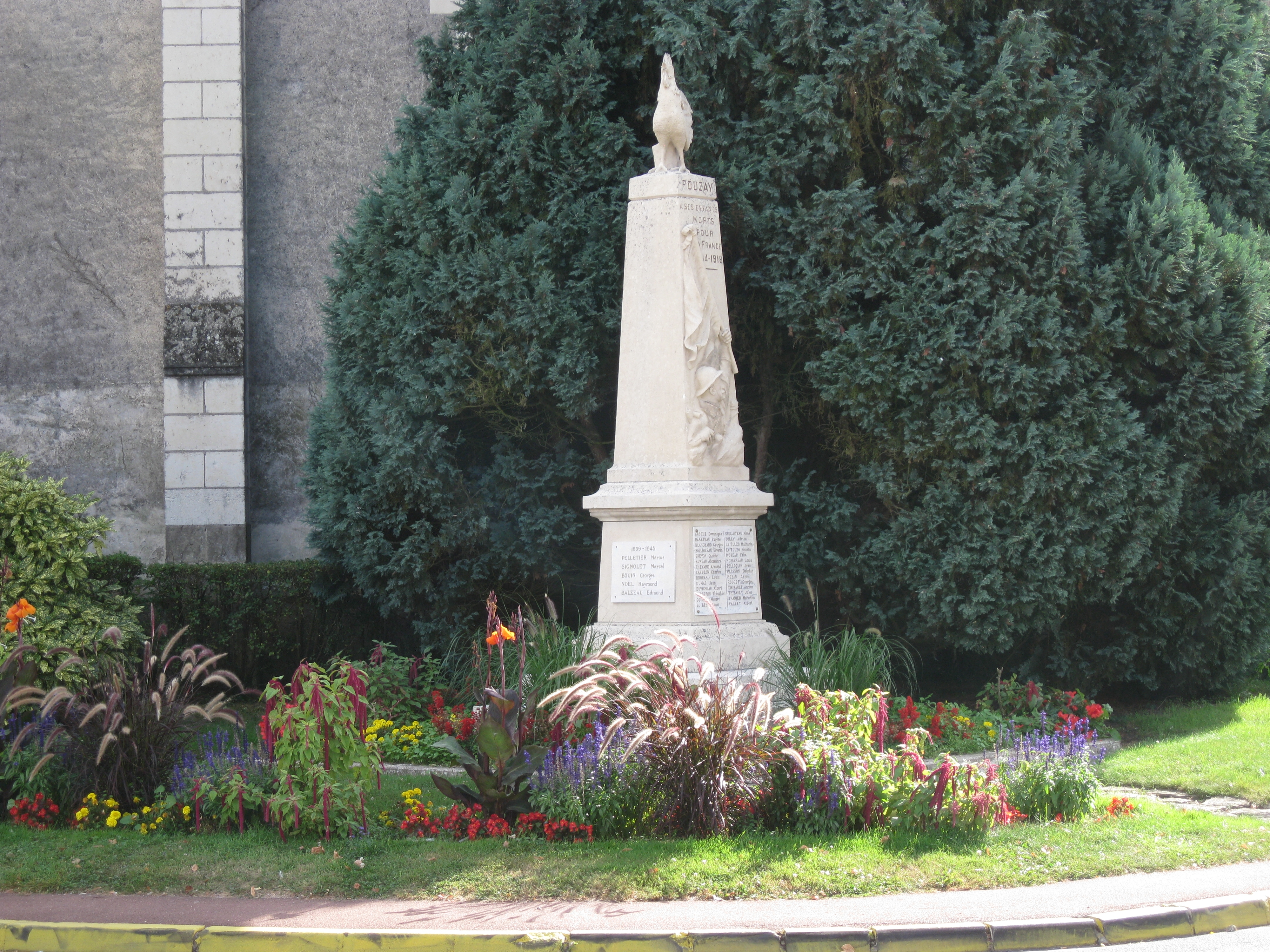
Monument aux morts de Pouzay.

Le relief du monument est l'œuvre du marbrier Narcisse Bordeaux (Bonnes 1874 - Châtellerault 1945). Il exécuta un autre exemplaire pour le monument de Verrue (Vienne)
- Guerre 1914-1918[45],[46],[Note 8]

Dominique Antoine Constant Aroche,
Eugène Barateau, Georges Blanchard,
Severain Eugène Bouloizeau,
Camille Auguste Breyon, Alexandre Bureau, 
Armand Chevard, Charles Creuzon, Louis Drouard, Jean Baptiste Louis Dumas, Albert Duvigneau, Théophile Adémise Gerberon, Honoré Arsène Gouron, Louis Guibert, Aimé Guilloteau, Désiré Adrien François Joly, Mathurin Marie Le Tulzo, Siméon Le Tulzo, Félix Léon Moreau, Louis Désiré Nossereau, Jean Louis François Pelloquin, Delphin Plisson, Armel Gustave Robin, Georges Louis Constant Rouget, Adrien Victor Thibault, Jules Victor Désiré Thibault, Marcellin Etienne André Tranier, Albert Louis Vallet
- Seconde Guerre mondiale[71],[Note 9]

Edmond Balzeau, Georges Vincent Bouin, Raymond Edouard Noël, Marius Pelletier, Marcel Signolet

#### Quelques curiosités

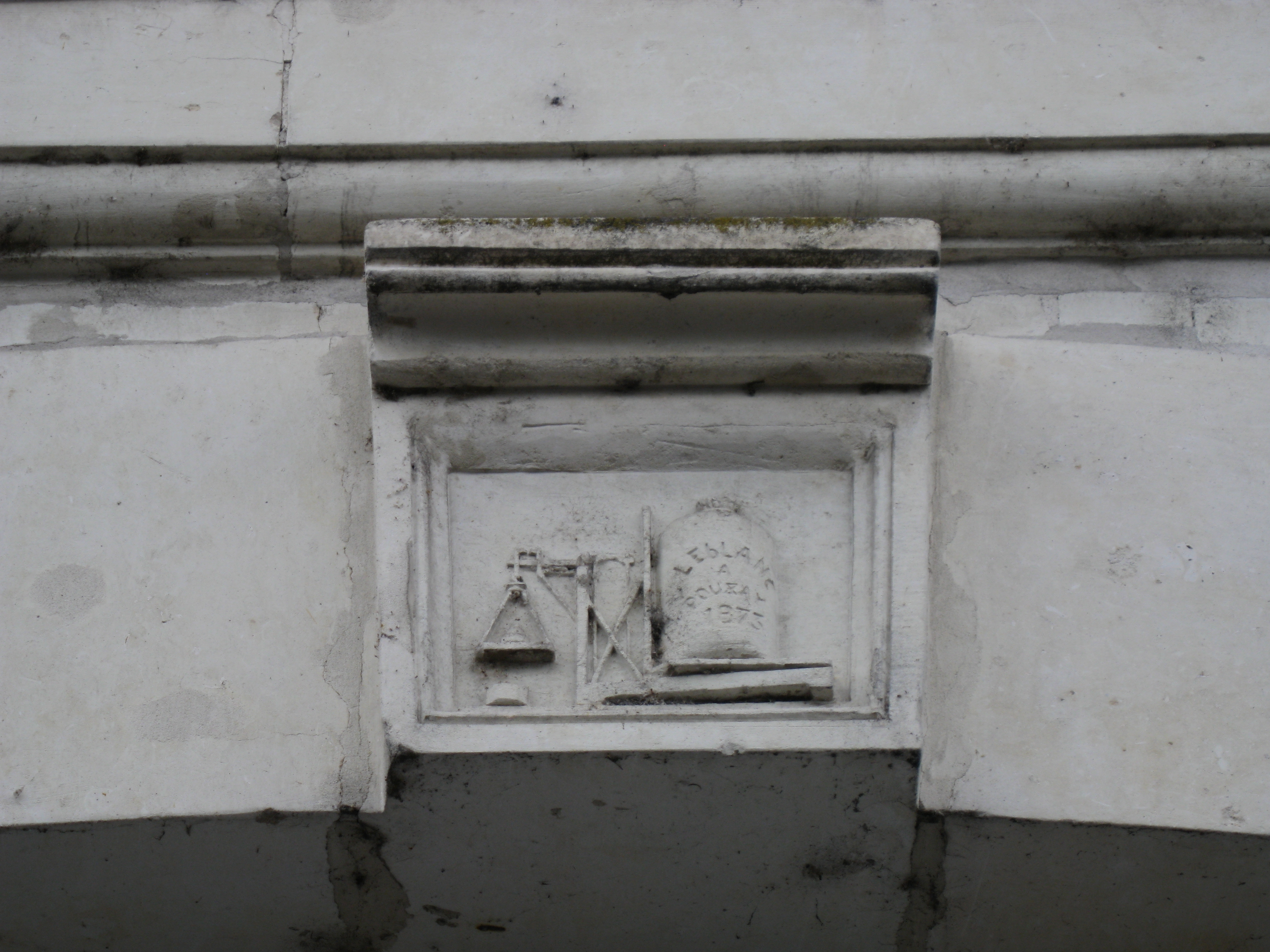
Linteau LEBLANC.
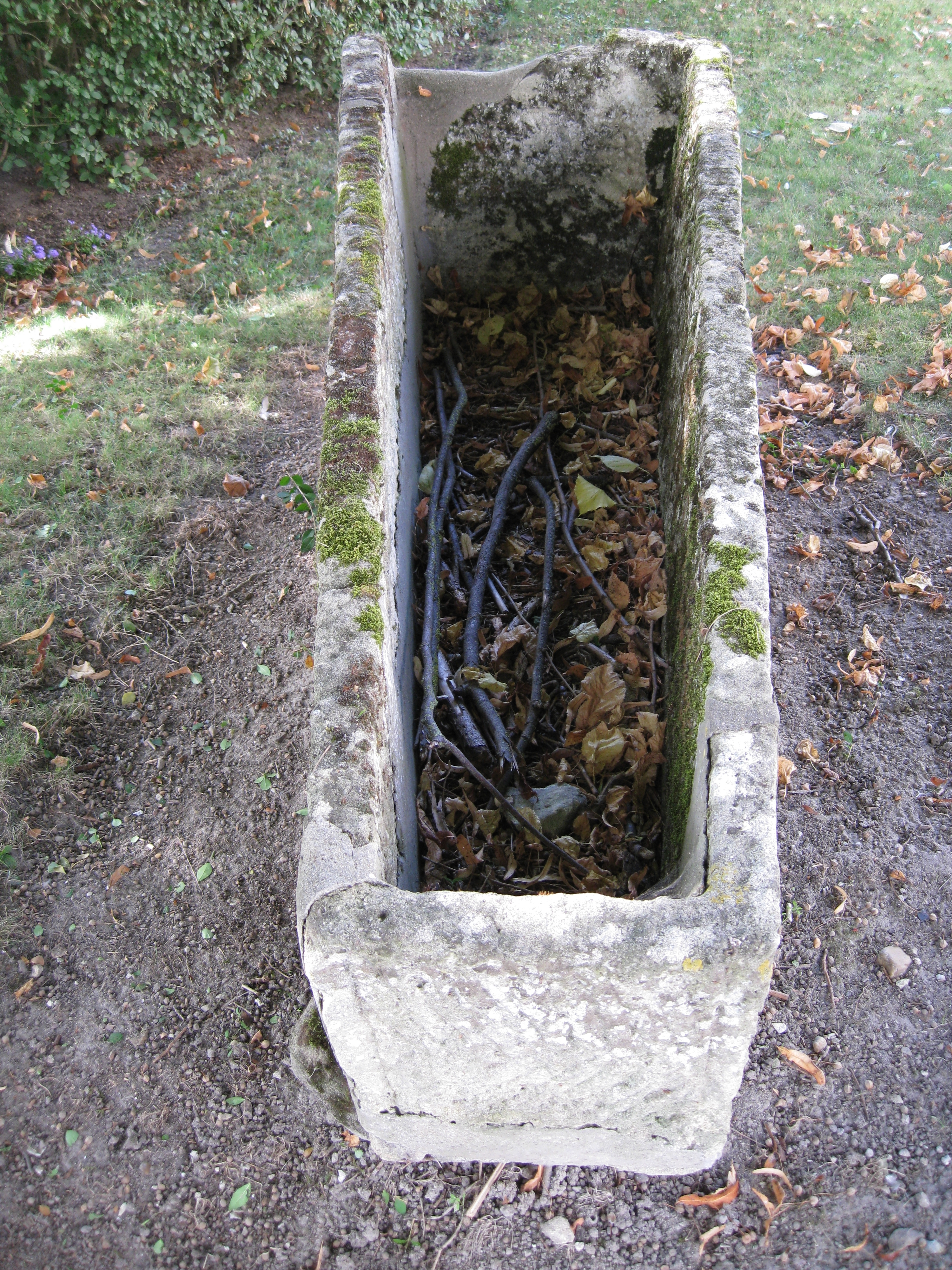
Sarcophage.
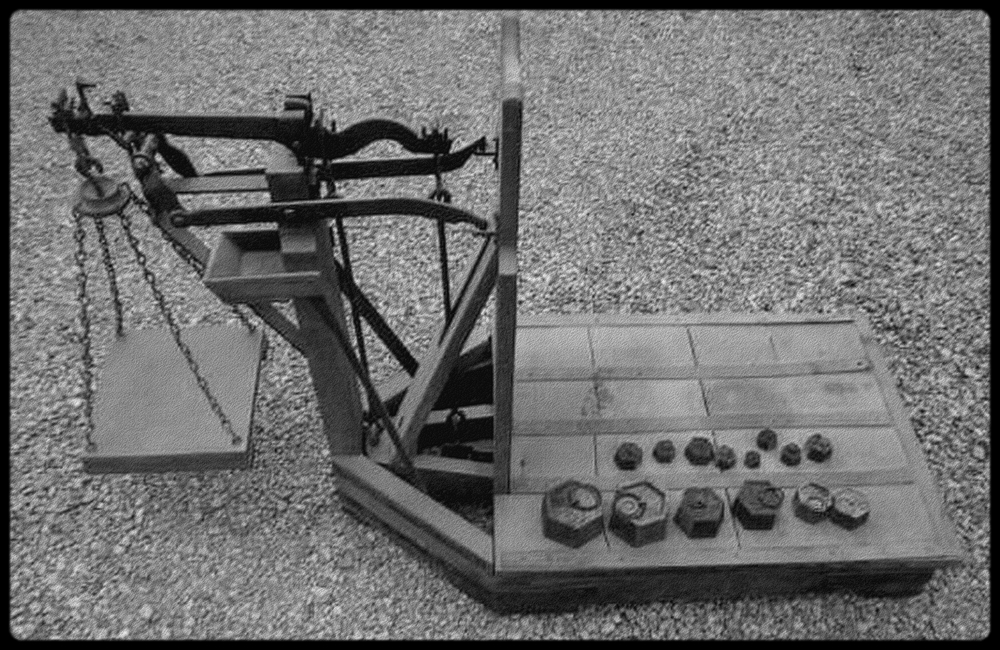
Ancienne balance à grains.

- Sculpture sur linteau

Nous pouvons découvrir une sculpture sur le linteau d'une porte cochère en face de l'église.
Elle représente une ancienne balance à grains sur laquelle est posé un sac comportant un nom (LEBLANC) et une année (1873).
Elle a été élaborée l'année de leur mariage par Paul Leblanc (1844-1903) natif de Parçay-sur-Vienne qui exerçait le métier de marchand de blé et Clémentine Octavie Bouquaire (1849-1919) native de Theneuil, son épouse.
- Sarcophage

Un sarcophage en millarge a été trouvé dans un champ appartenant à Marie-Thérèse Coursault au lieu-dit « Le Moulin à Vent », lors de labours effectués par le commis Maurice Plisson le 4 octobre 1967.
Un second sarcophage fut trouvé quelques jours après le premier et tous deux ont été placés au milieu d'un massif près de l'église.
Il n'en subsiste malheureusement plus qu'un seul.

### Personnalités liées à la commune

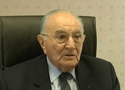
Jean Savoie

Quelques "Pouzéens" qui ont combattu entre 1792 & 1815 au sein de la Grande Armée de Napoléon sont décorés de la médaille de Sainte-Hélène en 1857 : François Bourassé (fusilier au 29e de ligne), François Dien (Marin de la Garde Impériale), René Enault (Fusilier au 82e de Ligne), Gabriel Gaultier (fusilier au 3e de Ligne) et Louis Herpin (Marin de la Garde Impériale).
Claude Pierre Paul Louis Balland, né le 21 septembre 1883 à Pouzay, a été nommé chevalier de la Légion d'honneur le 13 mars 1933 en qualité de médecin capitaine.
Jean André Savoie-Taillefer, était maire de la commune depuis 1965, ancien premier vice-président du conseil général d'Indre-et-Loire avait été réélu conseiller général du canton de Sainte-Maure-de-Touraine en mars 2008. Il est décédé le vendredi 22 février 2019. À 95 ans, il était le maire le plus âgé d'Indre-et-Loire et le vice-doyen des maires de France.

## Pour approfondir